# 1457 en arts plastiques
| Années des arts plastiques : 1454 - 1455 - 1456 - 1457 - 1458 - 1459 - 1460    |
| Décennies des arts plastiques : 1420 - 1430 - 1440 - 1450 - 1460 - 1470 - 1480 |

Cette page concerne l'année 1457 en arts plastiques.

## Naissances

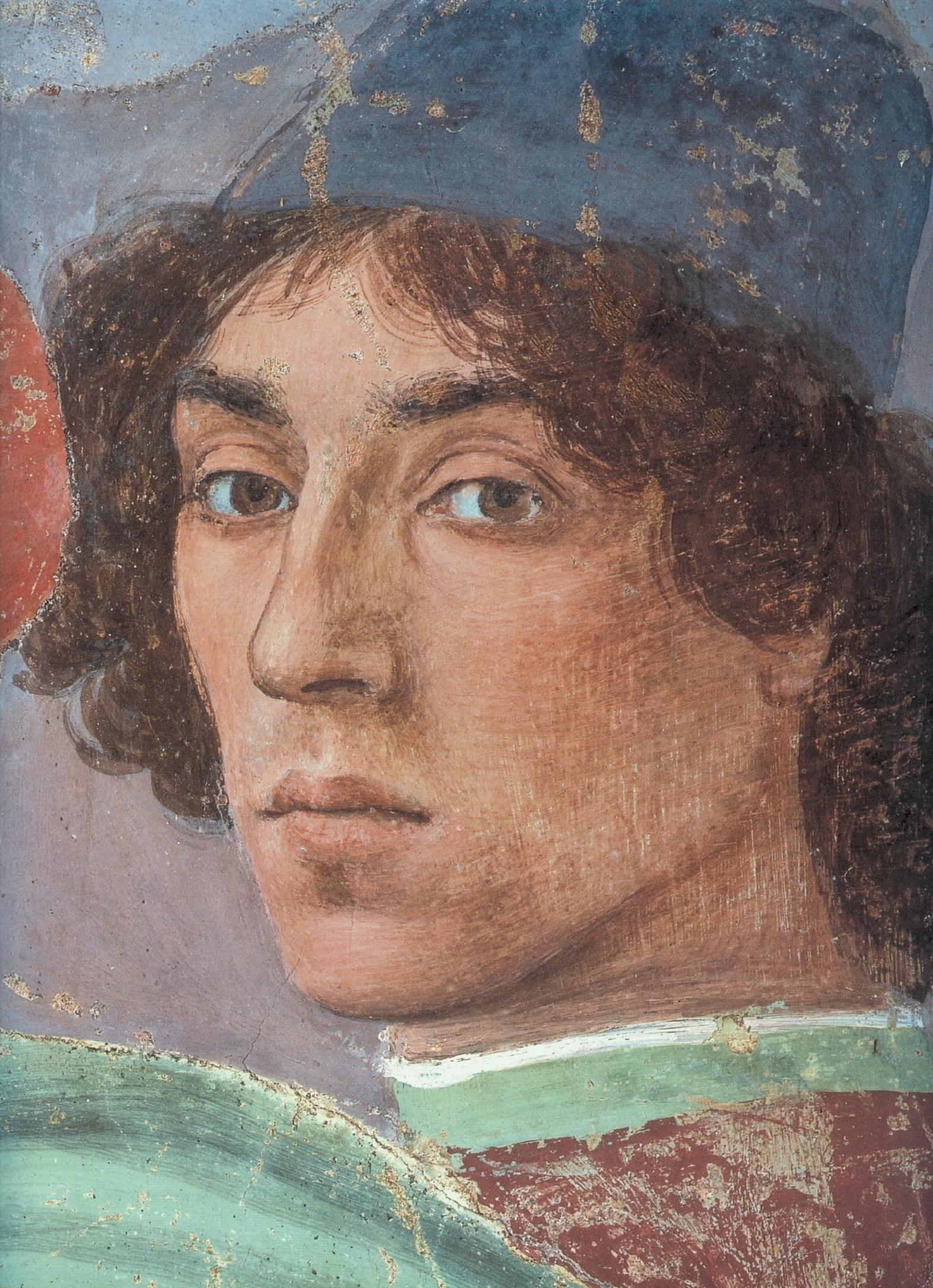
Filippino Lippi, autoportrait

- ? : Filippino Lippi, peintre italien, fils de Fra Filippo Lippi († 1504).